# Жарр, Кевин
Ке́вин Жарр (англ. Kevin Jarre; 6 августа 1954, Детройт, Мичиган — 3 апреля 2011, Санта-Моника, Калифорния) — американский сценарист, актёр и кинопродюсер.

## Биография
Родился в Детройте. Сын актрисы Лоры Девон, которая впоследствии вышла замуж за Мориса Жарра в середине 1960-х. Кевин Жарр был сводным братом французского композитора Жана-Мишеля Жарра.

## Карьера
Его самыми известными работами являются сценарии к фильмам «Рэмбо: Первая кровь 2», «Слава» и «Тумстоун: Легенда Дикого Запада». Жарр также был автором сценариев к фильмам «Мумия» и «Собственность дьявола», а также выступил продюсером фильма «Шакал». Был номинирован на премию «Золотой глобус» за лучший сценарий и на премию Гильдии Сценаристов Америки за лучший адаптированный сценарий к фильму «Слава».
В 1985 году вместе с Сильвестром Сталлоне и Джеймсом Кэмероном стал одним из лауреатов антипремии «Золотая Малина» за сценарий фильма «Рэмбо: Первая кровь 2».
Жарр умер в Санта-Монике, Калифорния из-за сердечной недостаточности в возрасте 56 лет.

## Фильмография

### Сценарист
- 1985 : Рэмбо: Первая кровь 2
- 1989 : Слава
- 1993 : Тумстоун: Легенда Дикого Запада
- 1997 : Собственность дьявола
- 1999 : Мумия

### Продюсер
- 1997 : Шакал
- 1999 : Мумия

### Режиссёр
- Тумстоун: Легенда Дикого Запада (сцены Чарлтона Хэстона, в тирах не указан)